# Discografia lui Trent Reznor

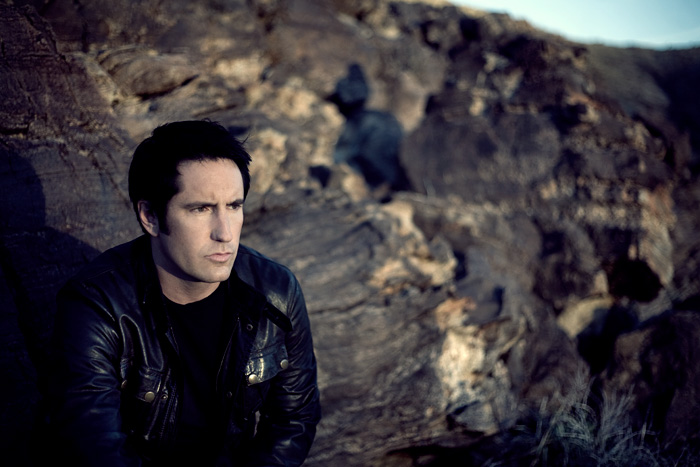
Trent Reznor în 2008

Aceasta este discografia lui Trent Reznor, un muzician, cântăreț, producător muzical, și multi-instrumentalist american, cunoscut mai ales în postura de lider al formației americane de industrial rock Nine Inch Nails. 
Sunt prezentate doar materialele creditate exclusiv ca creație a lui Reznor. Pentru materialele lansate ca membru al Nine Inch Nails, vezi discografia formației Nine Inch Nails.

## Compozitor și interpret
| An   | Artist                                 | Album                                                          | Cântec(e)                                                             | Note                                                      |
| ---- | -------------------------------------- | -------------------------------------------------------------- | --------------------------------------------------------------------- | --------------------------------------------------------- |
| 1996 | Trent Reznor și Nine Inch Nails        | Jocul video Quake                                              | Efecte sonore, muzică                                                 |                                                           |
| 1997 | Trent Reznor                           | Lost Highway                                                   | "Videodrones; Questions", "Driver Down"                               |                                                           |
| 2004 | A Perfect Circle                       | eMOTIVe                                                        | "Passive"                                                             | original "Vacant" de Tapeworm.                            |
| 2007 | Saul Williams                          | The Inevitable Rise and Liberation of NiggyTardust!            | all songs except "Tr(n)igger", "Sunday Bloody Sunday", "Scared Money" |                                                           |
| 2009 | Puscifer                               | "C" Is for (Please Insert Sophomoric Genitalia Reference Here) | "Potions "(Deliverance Mix)"                                          | original de Tapeworm.                                     |
| 2010 | How to Destroy Angels                  | How to Destroy Angels                                          | toate cântecele                                                       |                                                           |
| 2010 | Trent Reznor și Atticus Ross           | The Social Network                                             |                                                                       | Coloana sonoră a filmului The Social Network              |
| 2011 | Trent Reznor și Atticus Ross           | The Girl with the Dragon Tattoo                                |                                                                       | Coloana sonoră a filmului The Girl with the Dragon Tattoo |
| 2012 | Trent Reznor                           | Jocul video Call of Duty: Black Ops II                         | Cântecul de fundal                                                    |                                                           |
| 2012 | How to Destroy Angels                  | An omen (EP)                                                   | toate cântecele                                                       |                                                           |
| 2013 | Trent Reznor, Dave Grohl și Josh Homme | Sound City: Real to Reel                                       | "Mantra"                                                              | Coloana sonoră a filmului documentar Sound City           |

## Producător muzical
| An   | Artist                        | Album                                               | Cântec(e)                                                                | Note                            |
| ---- | ----------------------------- | --------------------------------------------------- | ------------------------------------------------------------------------ | ------------------------------- |
| 1994 | Marilyn Manson                | Get Your Gunn                                       | "Get Your Gunn" "Misery Machine"                                         | Co-producer                     |
| 1994 | Marilyn Manson                | Portrait of an American Family                      | —                                                                        | Co-producer, Executive producer |
| 1994 | various artists               | Natural Born Killers soundtrack                     | —                                                                        | Producer, Compiler              |
| 1995 | Marilyn Manson                | Lunchbox                                            | "Lunchbox" "Down in the Park"                                            | Co-producer                     |
| 1995 | Prick                         | Prick                                               | "Communiqué" "Tough" "Other People" "No Fair Fights"                     |                                 |
| 1995 | Marilyn Manson                | Smells Like Children                                | —                                                                        |                                 |
| 1996 | Marilyn Manson                | Antichrist Superstar                                | all songs except "Dried Up, Tied and Dead to the World" and "Kinderfeld" |                                 |
| 1997 | Various artists               | Lost Highway                                        | —                                                                        |                                 |
| 1998 | Puff Daddy                    | Victory: Remixes                                    | "Victory (Nine Inch Nails Remix)"                                        |                                 |
| 1998 | 2wo                           | Voyeurs                                             | —                                                                        | Executive producer              |
| 2004 | Jakalope                      | It Dreams                                           | —                                                                        | Additional production           |
| 2004 | Zack de la Rocha              | Songs and Artists that Inspired Fahrenheit 9/11     | "We Want It All"                                                         |                                 |
| 2006 | Jakalope                      | Born 4                                              | —                                                                        | Associate producer              |
| 2007 | El-P                          | I'll Sleep When You're Dead                         | "Flyentology"                                                            | Additional production           |
| 2007 | Saul Williams                 | The Inevitable Rise and Liberation of NiggyTardust! | —                                                                        |                                 |
| 2009 | Jane's Addiction              | NINJA 2009 Tour Sampler                             | "Chip Away" and "Whores"                                                 |                                 |
| 2010 | Trent Reznor and Atticus Ross | The Social Network                                  | Original score                                                           |                                 |
| 2011 | Trent Reznor and Atticus Ross | The Girl with the Dragon Tattoo                     | Original score                                                           |                                 |

## Remixe-uri
| An   | Artist                   | Album                                                                          | Cântec(e)                                                                                             | Note                                                      |
| ---- | ------------------------ | ------------------------------------------------------------------------------ | --- | --------------------------------------------------------- |
| 1992 | Machines of Loving Grace | Burn Like Brilliant Trash                                                      | "Burn Like Brilliant Trash (Radio Edit)", "Burnt Offering", "Burn Like Brilliant Trash (Dub 120 BPM)" |                                                           |
| 1992 | Megadeth                 | "Symphony of Destruction", Foreclosure of a Dream, Sweating Bullets, Breadline | "Symphony of Destruction (The Gristle Mix)"                                                           |                                                           |
| 1992 | Queen                    | Stone Cold Crazy (promo), Freakshow compilation                                | "Stone Cold Crazy (Trent Reznor Remix)"                                                               |                                                           |
| 1992 | Queen                    | not officially released                                                        | "Tie Your Mother Down (Trent Reznor Remix)"                                                           | allegedly on personal mix tape received from Reznor       |
| 1993 | Curve                    | Blackerthreetrackertwo                                                         | "Missing Link (Screaming Bird Mix)"                                                                   |                                                           |
| 1993 | Butthole Surfers         | The Wooden Song                                                                | "Who Was in My Room Last Night (Trent Reznor Remix)"                                                  |                                                           |
| 1993 | KMFDM                    | Light                                                                          | Light (Fat Back Dub)                                                                                  |                                                           |
| 1994 | Marilyn Manson           | Get Your Gunn                                                                  | "Mother Inferior Got Her Gunn"                                                                        |                                                           |
| 1995 | David Bowie              | The Hearts Filthy Lesson                                                       | "The Hearts Filthy Lesson (Alt. Mix)"                                                                 |                                                           |
| 1998 | 12 Rounds                | Pleasant Smell                                                                 | "Pleasant Smell (Rethought by Trent Reznor, Keith Hillebrandt and Clint Mansell)"                     |                                                           |
| 2001 | N*E*R*D                  | Spin This (compilation)                                                        | "Lapdance (Trent Reznor Remix)"                                                                       |                                                           |
| 2003 | Peter Gabriel            | Growing Up                                                                     | "Growing Up (Trent Reznor Remix)"                                                                     |                                                           |
| 2005 | U2                       | Vertigo (promo), Sometimes You Can't Make It on Your Own, Artificial Horizon   | "Vertigo (Trent Reznor Remix)"                                                                        |                                                           |
| 2012 | Telepathe                | Destroyer 12"                                                                  | "Destroyer" (Remix)                                                                                   | Remix by Trent Reznor, Alessandro Cortini, & Atticus Ross |

## Contribuții vocale
| An   | Artist                  | Album                                                           | Cântec(e)                                            | Note                                                                                              |
| ---- | ----------------------- | --------------------------------------------------------------- | ---------------------------------------------------- | ------------------------------------------------------------------------------------------------- |
| 1988 | Lucky Pierre            | Communiqué                                                      | "Communiqué", "I Need to Get to Know (Other People)" | Voce de fundal                                                                                    |
| 1990 | 1000 Homo DJs           | Supernaut                                                       | "Supernaut"                                          | Vocals allegedly distorted, but the topic is unsure due to Jourgensen's contradicting statements. |
| 1991 | Pigface                 | Gub                                                             | "Suck"                                               | Later rerecord by Nine Inch Nails on Broken.                                                      |
| 1994 | 1000 Homo DJs           | Black Box (compilation)                                         | "Supernaut (Trent Reznor Vocal Version)"             |                                                                                                   |
| 1994 | Tori Amos               | Under the Pink                                                  | "Past the Mission"                                   | Voce de fundal                                                                                    |
| 1998 | Josh Wink               | Herehear                                                        | "Black Bomb (Jerry in the Bag)"                      |                                                                                                   |
| 2007 | El-P                    | I'll Sleep When You're Dead                                     | "Flyentology"                                        | Additional vocals                                                                                 |
| 2007 | Queens of the Stone Age | Era Vulgaris (UK, JP, AUS versions) and "You Know What You Did" | "Era Vulgaris"                                       | Additional vocals                                                                                 |
| 2007 | Saul Williams           | The Inevitable Rise and Liberation of NiggyTardust!             | "Break", "WTF!"                                      | Voce de fundal la "WTF!"                                                                          |
| 2013 | Queens of the Stone Age | ...Like Clockwork                                               | "Kalopsia", "Fairweather Friends"                    | vocals                                                                                            |

## Contribuții instrumentale
| An   | Instrument  | Artist           | Album                                               | Cântece(e)                                         |
| ---- | ----------- | ---------------- | --------------------------------------------------- | -------------------------------------------------- |
| 1994 | Guitar      | Marilyn Manson   | Portrait of an American Family                      | "Lunchbox"                                         |
| 1996 | Guitar      | Marilyn Manson   | Antichrist Superstar                                | "Little Horn", "Mister Superstar", "Deformography" |
| 1991 | Loops       | Pigface          | Gub                                                 | "The Bushmaster"                                   |
| 1996 | Mellotron   | Marilyn Manson   | Antichrist Superstar                                | "Cryptorchid"                                      |
| 1994 | Mixing      | Marilyn Manson   | Portrait of an American Family                      | —                                                  |
| 1996 | Piano       | Marilyn Manson   | Antichrist Superstar                                | "Man That You Fear"                                |
| 1991 | Programming | Crunch-Ø-Matic   | Cautiøn Dø Nøt Play                                 | —                                                  |
| 1996 | Programming | Marilyn Manson   | Antichrist Superstar                                | —                                                  |
| 2007 | Programming | Saul Williams    | The Inevitable Rise and Liberation of NiggyTardust! | —                                                  |
| 2011 | Programming | Robbie Robertson | How To Become Clairvoyant                           | "Madame X"                                         |
| 1988 | Saxophone   | Lucky Pierre     | Communiqué                                          | "I Need to Get to Know (Other People)"             |
| 1994 | Saxophone   | Marilyn Manson   | Portrait of an American Family                      | "My Monkey"                                        |